# 카디이우카

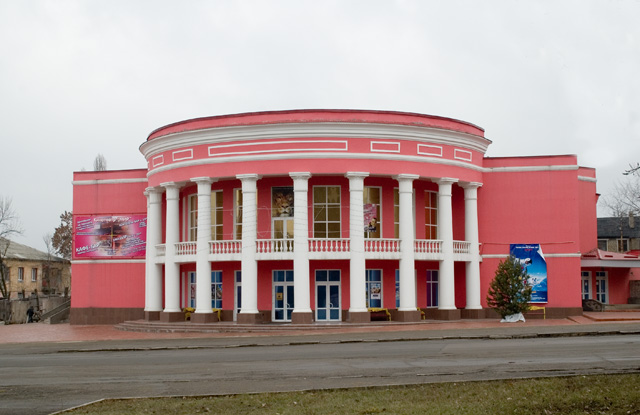

카디이우카(우크라이나어: Кадіївка, 러시아어: Кадиевка 카디옙카[*])는 우크라이나 루한스크주 알체우스크군에 위치한 도시이다. 소련 시대에 알렉세이 스타하노프의 이름을 따 스타하노우(우크라이나어: Стаханов, 러시아어: Стаханов 스타하노프[*])로 개칭되었으나 2016년 우크라이나 의회는 탈공산화 정책에 따라 도시 이름을 카디이우카로 되돌렸다. 군급시의 지위를 가지고 있으며, 2022년 추산 인구는 73,248명이다.
2014년 돈바스 전쟁 이래로 친러시아 반군인 루한스크 인민공화국에 의해 실효 통치되고 있다.